# Archelaos (sparta)
Archelaos (grekiska: Ἀρχέλαος, Ἀrkhélaos) eller Archelaios, var spartansk kung och enligt Herodotos den sjunde i ordningen av de agiadiska kungarna och tros ha regerat omkring 790 f.Kr. och 760 f.Kr.

## Biografi
Archelaos var son till Agesilaios I. Han övertog tronen efter sin far då denne stupar i kriget mot Argos. Hans regentperiod sammanföll till viss del med Charilaios (780 f.Kr. till 750 f.Kr.) som var kung av den Eupontidiska kungaätten. Tillsammans med Charilaios skall Archelaos ha invaderat och underkuvat Elis. Tillsammans erövrade de också den perioiska, arkadiska gränsstaden Aigys, vars invånare förslavades och såldes under förevändning att man misstänkte att de sökte förbund med arkaderna. Archelaos var av allt att döma äldre än sin Eupontidiske kollega och skall enligt Plutarchos en gång, trots samarbetet, ha yttrat om honom, "Hur kan Charilaios vara en god kung, när han inte ens har fallenhet för det som är dåligt?"